# مشاري الذايدي
مشاري الذايدي (مواليد 1970) كاتب رأي سياسي سعودي، ومقدم برامج في قناة العربية. يكتب عن الشأن السياسي في صحيفة الشرق الأوسط.

## النشأة والتعليم
ولد في بريدة في القصيم عام 1970م (1390هـ). توقف عن الدراسة في السنة الاخيرة من الكفاءة المتوسطة بدوافع دينية ذاتية عام 1408 هـ. كان منخرطاً في النشاطات الإسلامية، ممثلة في المراكز الصيفية والمكتبات الخيرية إلى أواخر 1410هـ 1990 ثم انسحب منها وانظم إلى تيار أهل الحديث الذين كانوا يرون أن منهج المراكز مخالف لمنهج السلف.

## في أفغانستان
سافر إلى أفغانستان عام 1991 ولم يتمكن من البقاء في معسكر كونر القريبة من جلال آباد التابع للشيخ جميل الرحمن شيخ السلفيين في أفغانستان بسبب هجوم من أتباع الحزب الإسلامي (قلب الدين حكمتيار) فآثر الانسحاب إلى حيدر آباد في إقليم السند في باكستان لتلقي علوم الحديث على الشيخ بديع الدين السندي شيخ الحديث المشهور وقرأ عليه شيئاً من صحيح مسلم وتقريب النووي في مصطلح الحديث.

## تلقي العلم على المشايخ
تلقى العلم عن كل من الشيخ عبد الله السعد، والشيخ عبدالله بن حمود التويجري، والشيخ محمد الحسن ولد الددو الشنقيطي. كما حضر لسنتين أو أكثر حلقات الشيخ عبد العزيز بن باز رحمه الله. وتلقى العلم على بعض الشيوخ في بريدة.

## في المعتقل
اعتقل عدة مرات كان أولها في رمضان 1409 في مكة المكرمة في سجن المباحث لمدة 12 يوماً، ثم 1410 في مباحث الرياض 35 يوماً، ثم في مباحث بريدة شهراً عام 1411، ثم في عام 1412 حتى 1414 في سجن الحائر، وتفاوتت التهم بين الإنكار العلني للمنكر، وتبني تكفير الحكومات العربية عموماً، والحكومة السعودية خصوصاً، وتقديم الدعم اللوجستي للمجموعة التي قامت بإحراق فيديو البلجون في الرياض عام 1412 الموافق 1991م.